# Jay Barney

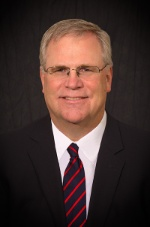
Jay Barney (2016)

Jay B. Barney ist Professor für Strategisches Management am Fisher College of Business der Ohio State University. Internationale Bekanntheit erlangte der US-Amerikaner als Begründer der Ressourcentheorie und der Interpretation der Kernkompetenzen eines Unternehmens.

## Werdegang
Barney studierte an der Brigham Young University in Utah und erlangte dort 1975 im Fach Soziologie den Bachelor. 1978 schloss er ein Masterstudium an der Yale University ab, die ihn 1982 auch im Fach Soziologie und Verwaltungswissenschaft promovierte. Von 1980 bis 1986 lehrte er Management an der University of California, Los Angeles, von 1986 bis 1994 an der Texas A&M University. Seit 1994 arbeitet er für die Ohio State University. Die Universität Lund in Schweden verlieh ihm 1997 den Ehrendoktor und die Sun-Yat-Sen Universität in Guangzhou, China, 2005 einen Titel als Honorarprofessor.

## Werk
Besondere Bedeutung hat Jay Barney 1986 mit seinem Artikel Strategic Factor Markets: Expectations, Luck, and Business Strategy in der Zeitschrift Management Science, (Vol. 32, Nr. 10, 1986, S. 1231–1241) erlangt, mit dem er die Ressourcentheorie begründet hat. 1991 folgte Firm Resources and Sustained Competitive Advantage (in: Journal of Management, Vol. 17, Nr. 1, S. 99–120). Beide Artikel zählen zu den einflussreichsten und meistzitierten Arbeiten im Bereich strategisches Management.
Neben seiner Lehr- und Forschungstätigkeit arbeitet Jay Barney als Unternehmensberater für zahlreiche Firmen. Er erhielt mehrere Ehrungen, darunter 2001 die Benennung als Fellow der Academy of Management.